# Вернерсвілл (Пенсільванія)
Вернерсвілл (англ. Wernersville) — місто (англ. borough) в США, в окрузі Беркс штату Пенсільванія. Населення — 2776 осіб (2020).

## Географія
Вернерсвілл розташований за координатами 40°19′50″ пн. ш. 76°4′58″ зх. д. / 40.33056° пн. ш. 76.08278° зх. д. (40.330449, -76.082660).  За даними Бюро перепису населення США в 2010 році місто мало площу 1,98 км², з яких 1,98 км² — суходіл та 0,00 км² — водойми.

## Демографія
Згідно з переписом 2010 року, у селищі мешкали 2494 особи в 963 домогосподарствах у складі 635 родин. Густота населення становила 1260 осіб/км².  Було 994 помешкання (502/км²).
Расовий склад населення:
| - 92,9 % — білих - 2,6 % — чорних або афроамериканців - 1,1 % — азіатів - 0,2 % — корінних американців - 1,8 % — осіб інших рас |

До двох чи більше рас належало 1,4 %. Частка іспаномовних становила 4,0 % від усіх жителів.
За віковим діапазоном населення розподілялося таким чином: 21,2 % — особи молодші 18 років, 58,2 % — особи у віці 18—64 років, 20,6 % — особи у віці 65 років та старші. Медіана віку мешканця становила 43,4 року. На 100 осіб жіночої статі у селищі припадало 93,0 чоловіків;  на 100 жінок у віці від 18 років та старших — 88,9 чоловіків також старших 18 років.
Середній дохід на одне домашнє господарство  становив 69 463 долари США (медіана — 59 777), а середній дохід на одну сім'ю — 79 506 доларів (медіана — 69 375). Медіана доходів становила 49 542 долари для чоловіків та 36 544 долари для жінок. За межею бідності перебувало 12,8 % осіб, у тому числі 13,7 % дітей у віці до 18 років та 7,3 % осіб у віці 65 років та старших.
Цивільне працевлаштоване населення становило 1147 осіб. Основні галузі зайнятості: освіта, охорона здоров'я та соціальна допомога — 31,7 %, виробництво — 14,3 %, роздрібна торгівля — 12,2 %.